# Posprzątane
Posprzątane (ang. The Clean House) – sztuka teatralna autorstwa amerykańskiej dramaturg Sary Ruhl, wystawiona po raz pierwszy we wrześniu 2004 w teatrze uczelnianym Uniwersytetu Yale (Yale Repertory Theatre). Polska prapremiera miała miejsce 16 grudnia 2006 w Teatrze Wybrzeże w Gdańsku. 

## Opis fabuły
Głównymi bohaterkami sztuki, rozgrywającej się w Stanach Zjednoczonych, są cztery kobiety. Lane jest zapracowaną, raczej apodyktyczną i nieczułą lekarką, która zatrudnia do pomocy w domu Mathilde, imigrantkę zarobkową z Brazylii. Sęk w tym, że Mathilde nie cierpi sprzątać, a jej prawdziwą pasją jest wymyślanie dowcipów. Nieoczekiwanie z pomocą przychodzi jej Virginia, siostra jej pracodawczyni, kobieta głęboko nieszczęśliwa, która uwielbia sprzątać, bo gdy to robi, nie ma czasu na myślenie o swoim nieudanym życiu w cieniu  Lane. 
Pewnego dnia Mathilde i Virginia znajdują w mieszkaniu Lane seksowną damską bieliznę, która zupełnie nie pasuje do jej stylu. To może oznaczać tylko jedno: mąż Lane, Charles, musi spotykać się z kimś jeszcze. Wkrótce później Charles rzeczywiście zostawia Lane dla Any, którą poznał w pracy. Będąc chirurgiem, przeprowadzał na chorej na raka sutka Anie mastektomię – i wtedy się zakochali. Lane głęboko przeżywa odejście męża, ale jednocześnie staje się to okazją do odbudowy jej więzi z siostrą. Mathilde pracuje tymczasem w dwóch domach jednocześnie: u Lane, ale też u Any, gdzie zamieszkał Charles. Wkrótce nowotwór Any powraca, ona zaś odmawia dalszego leczenia w szpitalu. Charles wyjeżdża na Alaskę, szukając dla niej naturalnego lekarstwa. Tymczasem Lane, Virginia i Mathilde do ostatnich chwil opiekują się umierającą Aną. 

## Polskie inscenizacje
Autorką polskiego przekładu sztuki jest Małgorzata Semil. Posprzątane zostało jak dotąd wystawione w trzech polskich teatrach, jak również w Teatrze Telewizji.
| rok  | teatr                         | reżyseria                   | obsada                | obsada             | obsada               | obsada               | obsada            |
| rok  | teatr                         | reżyseria                   | Lane                  | Mathilde           | Virginia             | Ana                  | Charles           |
| ---- | ----------------------------- | --------------------------- | --------------------- | ------------------ | -------------------- | -------------------- | ----------------- |
| 2006 | Teatr Wybrzeże w Gdańsku      | Giovanny Castellanos        | Dorota Kolak          | Anna Kociarz       | Wanda Neumann        | Maria Mielnikow      | Krzysztof Gordon  |
| 2012 | Teatr im. Jaracza w Łodzi     | Mariusz Grzegorzek          | Marieta Żukowska      | Justyna Wasilewska | Gabriela Muskała     | Agnieszka Kowalska   | Mariusz Witkowski |
| 2013 | Teatr Współczesny w Warszawie | Bożena Suchocka             | Agnieszka Pilaszewska | Agnieszka Suchora  | Marta Lipińska       | Monika Kwiatkowska   | Leon Charewicz    |
| 2016 | Teatr Telewizji               | Agnieszka Lipiec-Wróblewska | Agata Kulesza         | Dominika Kluźniak  | Aleksandra Konieczna | Wiktoria Gorodeckaja | Piotr Adamczyk    |